# Novocaine (film)
A Novocaine 2001-ben bemutatott amerikai vígjátékthriller, amelyet David Atkins írt és rendezett. A produkció főbb szerepeiben Steve Martin, Helena Bonham Carter és Laura Dern. 2001. szeptember 8-án mutatták be a Torontói Nemzetközi Filmfesztiválon. Szélesebb körben december 14-től vetítették az Egyesült Államokban. Magyarországon 2003. február 13-tól volt megtekinthető a mozikban.

## Cselekmény
Dr. Frank Sangster fogorvosi rendelőt vezet, jegyese a szintén rendelőben dolgozó Jean Noble. A férfi megismerkedik Susan Ivey-val, aki elcsábítja őt. Susan azonban nyugtatót lop tőle, amit továbbértékesít. A kábítószer-ellenes hatóság vizsgálódni kezd Sangsternél. Mikor a férfi bizonyítani akarja ártatlanságát, holtan találják Susan bátyját, Duane-t. A férfi korábban összetűzésbe került Sangsterrel, és az orvos önvédelemből megsebesítette egy ollóval. Mikor Sangstert kihallgatják, megtalálják Duane-on a fognyomait. 
Sangsternek sikerül elmenekülnie a rendőrség elöl. Jean házában talál egy fogsort, és eszébe jut, hogy a társasági szerződésben az áll, hogy bűncselekmény esetén Sangster összes részesedése Jeanre száll. Mikor Jean megöli a testvérét, egy minikamera véletlenül rögzít mindent: még azt is, hogy a fogsorral imitálja Sangster harapását. Jeant letartóztatják, Sangster pedig Franciaországba költözik Susannel.

## Szereplők
| Szerep                   | Színész              | Magyar hangja  |
| ------------------------ | -------------------- | -------------- |
| Dr Frank Sangster        | Steve Martin         | Barbinek Péter |
| Susan Ivey               | Helena Bonham Carter | Für Anikó      |
| Jean Noble               | Laura Dern           | Götz Anna      |
| Harlan Sangster          | Elias Koteas         | Németh Gábor   |
| Duane Ivey               | Scott Caan           | Moser Károly   |
| Lance Phelps             | Kevin Bacon          | Juhász György  |
| Lunt nyomozó             | Keith David          | Rosta Sándor   |
| Lily Pons nyomozónő      | Karol Kent           | n.a            |
| Mike                     | Chelcie Ross         | Forró István   |
| Pat                      | Lynne Thigpen        | Hirling Judit  |
| Sally                    | Polly Noonan         | n.a            |
| Wayne Ponze gyógyszerész | JoBe Cerny           | Végh Ferenc    |
| Napfény Bár csaposa      | Yasen Peyankov       | n.a            |

## Fogadtatás

### Kritikai visszhang
A filmet vegyesre értékelték, túlnyomó részt negatívan. A Rotten Tomatoeson 38%-os minősítést ért el 107 értékelés alapján, az összefoglaló szerint: „A furcsa Novocaine a sötét humorú komédiával és a noir feszültséggel is kacérkodik, de az eredmény a tónusok zavaró keveréke, amely sosem illeszkedik teljesen egymásba.” Stephen Hunter a Washington Posttól azt írta: „Durva, szellemtelen és elképesztően erőszakos fekete humorú komédia.” Lou Lumenick a New York Posttól azt írta: „Martin a Novocaine című, fanyarul mulatságos indie filmjével kiszabadul az unalmas stúdióvígjátékok sorából.” Owen Gleiberman az Entertainment Weeklytől azt írta: „A Novocaine-nel sok minden baj van, de a film legnagyobb fájópontja az, hogy elrugaszkodott.”
A Metacritic 45 pontot adott a 100-ból 27 vélemény alapján. Jay Carr a Boston Globe-tól azt írta: „Amellett, hogy az utolsó molekulányi élénkséget is kicsavarja a szabadjára engedett, elszabadult kánonok sorából, a rendezés olyan finomságot mutat, amelyet csak néhány olyan rendező osztott meg, aki Martinnal, a komikus színésszel dolgozott együtt.” Dana Stevens a New York Timestól azt írta: „Itt semmi sem különösebben hihető, de azért akad néhány buta, baljóslatú móka.” Desson Thomson a Washington Posttól azt írta: „Kár, hogy a film lenyűgöző hatása a kétharmadnál (úgymond) elmúlik.”

### Bevétel adatai
A Box Office Mojo szerint a film veszteséges volt. A 8 millió dolláros költségvetésből 2,5 millió dolláros bevételt ért el.